# Starosiedlice
Starosiedlice – wieś w Polsce położona w województwie mazowieckim, w powiecie radomskim, w gminie Iłża. Ma status sołectwa.
| SIMC    | Nazwa     | Rodzaj     |
| ------- | --------- | ---------- |
| 0623557 | Nowa Wieś | przysiółek |

Prywatna wieś szlachecka, położona była w drugiej połowie XVI wieku w powiecie radomskim województwa sandomierskiego. W latach 1975–1998 miejscowość administracyjnie należała do województwa radomskiego.
Wieś istniała już w XV w., była wtedy własnością Starosiedleckiego herbu Habdank.
We wsi znajduje się zabytkowy zespół zabudowy dworskiej z dworem z końca XVIII w. i zabudowaniami dworskimi z końca XIX w. oraz pozostałościami parku z końca XIX w. Zespół jest własnością prywatną i nie ma możliwości jego zwiedzania.
Wierni Kościoła rzymskokatolickiego należą do parafii Wniebowzięcia Najświętszej Maryi Panny w Iłży.